# Faiza Rauf
Faiza Fuad Rauf (8. listopadu 1923, Káhira – 6. června 1994, Westwood) byla egyptská princezna a členka dynastie Muhammada Alího.

## Mládí
Narodila se v paláci Abdeen v Káhiře v listopadu 1923 jako třetí dítě krále Fuada I. a jeho manželky Nazli Sabri. Byla sestrou krále Farúka. Kromě něj měla ještě tři sestry – princeznu Fawzii, princeznu Faiku a princeznu Fathiu. Byla prapravnučkou hlavního generála Muhammada Sharifa Paši, primárního ministra a ministra zahraničí, který byl tureckého původu.

## Manželství a aktivity
Faiza se nechtěla provdat za člena z žádné z dynastií na Středním východě. Provdala se ale za svého bratrance z Turecka Mohammada Alího Bulenta Raufa, kterému bylo již 44 let. Svatba se konala v květnu 1945. Jejich manželství vytvářelo v rodině napjaté vztahy. Mohammad měl západní výchovu a navíc byl vnukem Ismaila Paši. Král Farúk, Faizin bratr, tento sňatek nepodporoval, dokonce jej silně kritizoval. Po svatbě žili Faiza a její manžel v paláci Zohria na nilském ostrově Gezira v centru Káhiry.
Faiza byla jednou z hlavních členek Červeného kříže za vlády krále Farúka. Ten je oba uvěznil jen kvůli své nenávisti k nim. Společně s manželem natočila film o revoluci v Egyptě, který pojednával o šesti týdnech předcházejících těmto událostem. Neměli spolu žádné děti a v roce 1962 se rozvedli.
Velmi podporovala svou sestru Fawzii po rozvodu s íránským šáhem Muhammadem Rézou Pahlavím v roce 1948.

## Pozdější život
Po revoluci v roce 1952 král Farúk abdikoval a Faiza se přestěhovala do Istanbulu. Poté se společně s manželem vydali do Španělska a Francie. Následně se usadila v Beverly Hills a manžela nechala v Paříži. Zde žila až do své smrti.
Zemřela v červnu 1994 ve věku 70 let ve Westwoodu v Los Angeles.

## Vyznamenání
- nejvyšší třída Řádu ctností – Egypt[2]